# Acanthochitona bonairensis
Acanthochitona bonairensis is een keverslakkensoort uit de familie van de Acanthochitonidae. De wetenschappelijke naam van de soort is voor het eerst geldig gepubliceerd in 1972 door Kaas.